# Bundesstraße 317
La Bundesstraße 317 (literalmente: Carretera Federal 317 - abreviación: B 317) es una Bundesstraße de 68 kilómetros en el sur de Baden-Wurtemberg, Alemania. Va desde Weil am Rhein cerca del trifinio de Alemania, Francia y Suiza a Titisee-Neustadt en la Alta Selva Negra.
La creación de esta carretera fue vital para el desarrollo turístico de la región, sobre todo de la Selva Negra.